# وزارة العدل (الولايات المتحدة)
وزارة العدل الأمريكية (بالإنجليزية: The United States Department of Justice)‏ واختصارًا "DOJ" هي قطاع تنفيذي غير تابع لحكومة الولايات المتحدة الفيدرالية.